# تيار متناوب
التيار المتناوب أو التيار المتردد (بالإنجليزية: Alternating current) هو تيار كهربائي يعكس اتجاهه بشكل دوري ويتذبذب في مكانه ذهابا وإيابا 50 أو 60 مرة في الثانية حسب النظام الكهربائي المستخدم. يمكن توليده فقط حسب قانون فرداي عن طريق مولد كهربائي متردد.
ويستخدم التيار المتردد حاليًّا لنقل الطاقة الكهربائية في كل دول العالم رغم أسبقية التيار المستمر التاريخية، ورغم أن أول محطة تجارية لتوليد الكهرباء في العالم وهي التي أنشأها أديسون في نيويورك سنة 1882 م كانت كذلك محطة لتوليد التيار المستمر حتى أن أولى الأجهزة الكهربية كانت تعمل على التيار المستمر مثل مصباح أديسون إلا أن الوضع انقلب رأسا على عقب بعيد حرب التيارات فأصبح التيار المتذبذب مفضلا في إيصال الطاقة لأسباب لها علاقة بتقنيتي نقل الطاقة من جهة ومعالجة الإشارات من جهة أخرى.
شكل موجة التيار المتردد هي الموجودة في المنازل والشركات. والشكل الموجي المعتاد هي موجة جيبية (Sin wave)، ولكن في بعض التطبيقات من الممكن استخدام موجة مثلثية أو مربعة. وغالبًا ما تستخدم الاختصارات (AC) للتيار المتردد، و(DC) للتيار المستمر، كما يمكن التعبير عنها مع الجهد الكهربائي.
التيار المتردد (AC) هو تيار كهربائي يعكس الاتجاه بشكل دوري ويغير حجمه باستمرار مع الوقت على عكس التيار المستمر (DC) الذي يتدفق في اتجاه واحد فقط. التيار المتردد هو الشكل الذي يتم فيه توصيل القدرة الكهربائية للشركات والمساكن، وهو شكل الطاقة الكهربائية التي يستخدمها المستهلكون عادةً عند توصيل أجهزة المطبخ وأجهزة التلفزيون والمراوح والمصابيح الكهربائية في مقبس الحائط. المصدر الشائع لطاقة التيار المستمر هو خلية بطارية في مصباح يدوي. غالبًا ما يتم استخدام الاختصارات AC و DC للدلالة على التناوب والتناوب المباشر، كما هو الحال عند تعديل التيار أو الجهد.
الشكل الموجي المعتاد للتيار المتردد في معظم دوائر الطاقة الكهربائية هو موجة جيبية، تتوافق نصفها الموجب مع الاتجاه الإيجابي للتيار والعكس صحيح. في تطبيقات معينة، مثل مضخم الغيتار، يتم استخدام أشكال موجية مختلفة، مثل الموجات المثلثية أو الموجات المربعة. إشارات الصوت والراديو المحمولة على الأسلاك الكهربائية هي أيضًا أمثلة على التيار المتردد. تحمل هذه الأنواع من التيار المتردد معلومات مثل الصوت (الصوت) أو الصور (الفيديو) أحيانًا عن طريق تعديل إشارة ناقل التيار المتردد. عادة ما تتبدل هذه التيارات عند ترددات أعلى من تلك المستخدمة في نقل الطاقة.

## تاريخه
كان أول مولد كهربائي لإنتاج التيار المتردد هو مولد كهربائي يعتمد على مبادئ مايكل فاراداي والذي بناه صانع الأجهزة الفرنسي هيبوليت بيكسي في عام 1832. أضاف بيكسي لاحقًا مبدلاً إلى جهازه لإنتاج التيار المستمر الأكثر استخدامًا (في ذلك الوقت). أقدم تطبيق عملي مسجل للتيار المتردد هو من قبل غيوم دوشين، مخترع ومطور العلاج الكهربائي. في عام 1855، أعلن أن التيار المتردد متفوق على التيار المستمر في تحفيز تقلصات العضلات العلاجية بالكهرباء.  تم تطوير تقنية التيار المتردد بشكل أكبر من قبل شركة غانز للنقل المجرية في سبعينيات القرن التاسع عشر، وفي ثمانينيات القرن التاسع عشر، من قبل سيباستيان زياني دي فيرانتي ولوسيان غولارد وجاليليو فيراريس .
في عام 1876، اخترع المهندس الروسي بافيل يابلوشكوف نظام إضاءة بتركيب مجموعات من ملفات الحث على طول خط تيار متردد عالي الجهد. بدلًا من تغيير الجهد، تنقل اللفات الأولية الطاقة إلى اللفات الثانوية المتصلة بشمعة كهربائية واحدة أو أكثر (مصابيح قوسية) من تصميمه الخاص،  تُستخدم لمنع تعطل مصباح واحد من تعطيل الدائرة الكهربائية بأكملها.  في عام 1878، بدأ مصنع غانز في بودابست، المجر، في تصنيع معدات الإضاءة الكهربائية، وبحلول عام 1883، كان قد ركّب أكثر من خمسين نظامًا في النمسا والمجر. استخدمت أنظمة التيار المتردد الخاصة بهم مصابيح قوسية ومصابيح متوهجة ومولدات ومعدات أخرى.

## مزاياه

المحور السيني يبين الزمن والمحور الرأسي يبين الجهد (بالفولت). يسمى هاذا الشكل لتغير الفلولطية بأنة يتبع دالة جيبية.

التيار المتردد (أخضر) بالمقارنة بالتيار المستمر (أحمر). المحور الأفقي يبين الزمن والمحور الرأسي يمثل الجهد.

ربما يتساءل البعض لماذا يستخدم التيار المتردد في نقل الطاقة الكهربائية على الرغم من أنه أكثر تعقيدا من التيار المستمر.
ولكن يمتاز التيار المتردد بعدد من الميزات عن التيار المستمر:
1. يمكن نقل القدرة الكهربائية عبر التيار المتردد إلى مسافات بعيدة جدا وهذا ما لا يمكن للتيار المستمر أن يفعله بطريقة اقتصادية أو عملية. حيث يمكن خفض ورفع القوة الدافعة للتيار المولد الكهربائي باستخدام جهاز يدعى المحول لا يمكن تطبيقه على التيار المستمر بسبب عدم وجود تغير في التدفق المغناطيسي. يقوم المحول برفع الجهد الكهربائي الآتي من المولد والذي يتراوح عادة بين 11-36 كيلو فولت ويقوم برفعه إلى مستويات تبلغ 110-765 كيلو فولت مما يجعل بالإمكان نقله إلى مسافات بعيدة جدا بين الدول أو حتى عبر القارات.
2. تمتاز التيارات المترددة على المستمرة بقدرتها على نقل المعلومات. فمكبر الصوت مثلا يقوم بتحويل المعلومات المحتواة في كلمة إلى تيار متردد
3. التيار المتناوب سهل التوليد من التوربينات حيث أن الوشائع والمغانط الدوارة تنتج تيارا متناوبا وللحصول على التيار المستمر منها يجب إجراء تقويم وترشيح وهذه العملية من الصعب تحقيقها في التوترات العالية.
4. تنتج الخلايا الكهروكيميائة التيار المستمر مباشرة ولكنها تكون غير عملية لتلبية احتياجات مناطق سكانية كبيرة، بينما يمكن استخدام الطاقة الهائلة للمياه المخزونة خلف السدود على الأنهار، واستغلال طاقة المد والجزر للمحيطات وطاقة الرياح والوقود الاحفوري والتفاعلات النووية الآمنة لتدوير عنفات والتي بدورها تدير مولدات تيار متردد.

كان توماس إديسون يفضل التيار المستمر على المتردد في نقل الطاقة الكهربائية في الأيام الأولى لإنشاء الشبكات الكهربائية ولكن زملاؤه رؤوا أن التيار المتردد يمكن أن يعمل بشكل أفضل وقد أخذ اديسون وقتا حتى اقتنع بخطأ موقفه لكن ربما كان يعلم شيئا لم يكن يعرفه زملاؤه.
هناك ميزة زائدة للتيار المستمر في الشبكات الكهربائية عند نقل الطاقة الكهربائية لمسافات بعيدة حيث أنها تنتقل بشكل أكثر فعالية عند التوترات العالية من التيار المتردد لأن الأسلاك لها مقاومة أصغر عند مرور التيار المستمر منها عند مرور التيار المتردد وأيضا تقل الطاقة المغناطيسية الضائعة على شكل حقل مغناطيسي حول الاسلاك.
و يعتبر نقل الطاقة باستخدام التيار المستمر ذي التوتر العالي واعدا جدا في المستقبل ولكن في الوقت الحالي تكمن المشكلة الأساسية في الكلفة لأنه يلزم تجهيزات تحويل للطاقة مدروسة بشكل كبير.

## تردد جيبي

شكل 3:تغير الجهد المتردد u والتيار i والقدرة مع الزمن عند مرورهم خلال مقاومة أومية.

يمكن وصف تغير التيار المتردد مع الزمن بمعادلة جيبية على الصورة :
{\displaystyle i(t)={\hat {i}}\cdot \sin(\omega t)}
حيث :{\displaystyle {\hat {i}}} هو أقصى حد للتيار المتردد، ويسمى مطال التيار،
و t الزمن، و {\displaystyle (\omega )} التردد الزاوي .
- يلاحظ أن التردد الزاوي {\displaystyle (\omega )} له وحدة 1/ثانية مثل التردد f ، أي يقاس التردد أيضا بوحدة الهرتز التي هي 1/ثانية (انظر أسفله).

## الجهد المتردد

شكل 4:انزياح الطور بين التيار والجهد المترددين بسبب مرورهما عبر مكثف.

تنطبق المعادلة الجيبية السابقة أيضا على الجهد المتردد (قارن الشكل ):
{\displaystyle u(t)={\hat {u}}\cdot \sin(\omega t)}
حيث :{\displaystyle {\hat {u}}} هو أقصى حد للجهد ويسمى مطال
و t الزمن، و {\displaystyle (\omega )} التردد الزاوي .
في هذا الشكل يزداد التيار وينخفض تباعا لتزايد الجهد المتردد وانخفاضه، ونقول في تلك الحالة أنهما في نفس طور الموجة.
ولكن أحيانا يمر الجهد المتردد عبر مكثف أو عبر ملف عندئذ يحدث إزاحة للتيار عن الجهد، ونقول أن بين التيار والجهد فرق طور.
الشكل 4  يوضح فرق الطور عند مرور الجهد والتيار المترددين عبر مكثف ، يبلغ انزياه الطور هنا 90 درجة (زاوية).
الشكل 3 يبين أيضا أن القدرة الكهربائية P هي حاصل ضرب الجهد في التيار . ونلاحظ أن الجهد المتردد والتيار المتردد يتغيران في مطالهما بين الموجب (أعلى المحور الأفقي) والسالب (أسفل المحور الأفقي ). أما القدرة فهي دائما موجبة .

## التيار والدورة
عدد الذبذبات في الثانية يسمى التردد ويقاس بوحدة هرتز واختصارها Hz .
والدورة هي تغير حالة تعيد نفسها على فترات زمنبة متساوية وتسمى تلك الفترة زمن الدورة (لنا مثلا دوران الأرض حول الشمس، زمن الدورة سنة واحدة . أو دوران الأرض حول محورها، دورة كل 24 ساعة) . يرمز لزمن الدورة في الفيزياء بالحرف T .
بالنسبة للتيار المتردد تكون الدورة هي الزمن بين قمتين متتاليتين، أو الزمن بين قاعين متتاليين على منحنى الجهد (بالمثل يتغير أيضا منحنى التيار) . بالمل يمكن القول أن الدورة في التيار المتردد تتكون من نصفي اهتزازة متتابعتين أحدهما موجبة والأخرى سالبة. ويمكن حساب زمن الدورة T بمقلوب التردد f.
{\displaystyle T={\frac {1}{f}}}
في معظم بلاد العالم يكون تردد التيار المتردد المستخدم في البيوت له زمن دورة قدرها :
{\displaystyle T_{50}={\frac {1}{50{\text{ Hz}}}}={\frac {1}{50}}{\text{ s}}=20{\text{ ms}}}
وفي حسابات الهندسة الكهربائية (حساب التيار المتردد ) نستخدم التردد الزاوي ω حيث يسهل كتابة المعادلات :
{\displaystyle \omega =2\pi \cdot f}
فعندما يكون لدينا تيار متردد وله تردد 50 هرتز (أي يتذبذب بمعدل 50 مرة في الثانية) :
{\displaystyle \omega _{50}=2\pi \cdot 50{\text{ Hz}}\approx 314{\text{ s}}^{-1}}
وإذا كان هذا الجهد المتردد يغذي آلة كهربائية بواسطة قطبين، فهي تدور ولها نصف دورة موجبة تتبعها نصف دورة سالبة، ... وهكذا . بذلك تدور الآلة وتكمل 360° (وهي دورة واحدة).

## أنواع التيارات المترددة الجيبية
التيار المتردد نحصل عليه من مولدات التيار المتغير وهذا النوع من التيار متغير القيمة والاتجاه وهو شائع الاستخدام في المنازل والمصانع ويمكن الحصول عليه بقدرات عالية ومن مميزات هذا النوع من التيار أنه يمكن رفعه أو خفضه باستخدام المحولات الكهربائية ويمكن نقله إلى مسافات بعيدة بأقل فقد في القدرة المنقولة والتيار المتردد نوعين :
- تيار متردد أحادي الطور
- تيار متردد ثلاثي الطور

## مغناطيس التيار المتردد
في التيار المتردد تتغير شدة التيار دوريا من نهاية عظمى (مطال) تنخفض إلى الصفر (عند ربع طول الموجة) إلى نهاية صغرى (مطال معكوس الإشارة) ثم إلى الصفر ثم يصل ثانيا إلى النهاية العظمى التي بدأ منها، وبذلك تكون الدورة قد تمت. وتتكرر تلك الدورة للتيار المتردد (انظر الشكل). ونظرا لذلك التغير الذي تصل فيه قيمة التيار دوريا إلى الصفر في حالة التيار المتردد فلا بد من ضمان عمل المغناطيس المستمر خلال اللحظات الدورية التي لا يمر خلالها تيار في الملف .

تتطابق تياران مترددان مختلفي الطور. المحور الأفقي : الزمن، المحور الرأسي: شدة المجال المتولدة.

ويتم ذلك عن طريق استخدام ملف إضافي ينتج تيارا مترددا إضافيا ويكون في طور منزاحا عن طور التيار المتردد الأصلي، بحيث يتطابق التياران المترددان على بعضهما البعض، وتصبح للمحصلتهما دائما قيمة مختلفة عن الصفر (انظر الشكل، المنحنى الأسود). كما يمكن إجراء ذلك عن طريق استخدام تيار ثلاثي الأطوار وهو النظام المتبع لتشغيل المحركات الكهربائية في القطارات والروافع وغيرها.

سريان تيار ثلاثي الأطوار للجهود U1, U2, U3